# Hieracium coronarium
Hieracium coronarium là một loài thực vật có hoa trong họ Cúc. Loài này được Brenner mô tả khoa học đầu tiên năm 1892.